# Robin Welsh
Robin Welsh (n. 20 octombrie 1869, Edinburgh, Regatul Unit al Marii Britanii și Irlandei – d. 21 octombrie 1934, Edinburgh, Scoția, Regatul Unit) a fost un jucător de tenis britanic, medaliat olimpic. A participat la o ediție a Jocurilor Olimpice (1924) în care a câștigat o medalie de aur.

## Participări
Lista de mai jos prezintă principalele competiții la care a participat Robin Welsh de-a lungul carierei.
- Curling la Jocurile Olimpice de iarnă din 1924